# In a Dream
In a Dream es el quinto EP del cantante australiano-sudafriacano Troye Sivan, lanzado el 21 de agosto de 2020 a través del sello discográfico EMI, Universal Music Australia y Capitol Records.

## Antecedentes
El primer sencillo del álbum fue anunciado el 20 de marzo, donde el artista mencionó que tenía una nueva canción muy pronta a estrenarse, posteriormente el 21 de marzo Sivan filtra una parte de la letra, para oficializar el lanzamiento de la canción el 22 de marzo, a través de sus redes sociales. El siguiente sencillo "Easy" es anunciado el 9 de julio con fecha de estreno del 15 de julio, canción la cual anteriormente había mostrado un extracto en su cuenta de instagram. El 15 de julio Sivan anuncia que la canción vendría acompañada con un video musical y minutos más tarde anuncia el EP "In A Dream", el cual contendría las canciones ya lanzadas y cuatro inéditas.

## Promoción

### Sencillos
El primer sencillo, «Take Yourself Home», fue lanzado el 1 de abril de 2020, la canción tiene sonidos electropop y synth-pop y fue acompañada de un video lírico el día de su lanzamiento. Posteriormente se lanzó un video en vivo de la canción y varios videos líricos en diferentes idiomas. 
El segundo sencillo, «Easy» fue lanzado el 15 de julio de 2020, acompañado de un video musical.

## Lista de canciones
Lista de canciones adaptada de Apple Music.
- Edición estándar

| In a Dream |                                     |                                                         |               |          |  |
| N.º        | Título                              | Escritor(es)                                            | Productor(es) | Duración |  |
| 1.         | «Take Yourself Home»                | Troye Sivan, Tayla Parx, Brett McLaughlin, Oscar Görres | Görres        | 4:09     |  |
| 2.         | «Easy»                              | Sivan, Görres                                           | Görres        | 3:46     |  |
| 3.         | «Could Cry Just Thinking About You» | Sivan, Teo Halm                                         | Teo Halm      | 0:52     |  |
| 4.         | «Stud»                              | Sivan, Görres, McLaughlin, James Alan Ghaleb            | Görres        | 3:29     |  |
| 5.         | «Rager Teenager!»                   | Sivan, Görres                                           | Görres        | 3:21     |  |
| 6.         | «In A Dream»                        | Sivan, Görres, McLaughlin                               | Görres        | 3:49     |  |
| 19:26      |                                     |                                                         |               |          |  |

Notas
- «Stud» y «In A Dream» son estilizados en mayúscula.
- «Could Cry Just Thinking About You» es estilizado en minúscula.

## Posicionamiento en listas

### Semanales
| País              | Lista                    | Mejor posición |
| ----------------- | ------------------------ | -------------- |
| Australia         | Australian Albums Chart  | 3              |
| Austria           | Austrian Albums Chart    | 49             |
| Bélgica (Flandes) | Belgian Albums Chart     | 97             |
| Bélgica (Valonia) | Belgian Albums Chart     | 195            |
| Escocia           | Scottish Albums Chart    | 27             |
| España            | PROMUSICAE               | 70             |
| Estados Unidos    | Billboard 200            | 70             |
| Nueva Zelanda     | New Zealand Albums Chart | 27             |
| Países Bajos      | Dutch Albums Chart       | 48             |
| Reino Unido       | UK Albums Chart          | 34             |
| Suiza             | Swiss Albums Chart       | 81             |